# Tintin, le petit Parisien
Pour les articles homonymes, voir Tintin (homonymie).
Justin Blanchard, dit Tintin, le petit Parisien, est un personnage de fiction, héros de romans d'aventures et de science-fiction publiés dès 1911 en France sous le pseudonyme de René Marcel de Nizerolles par Marcel Priollet. Ces romans-feuilletons ont été publiés par la maison d'édition J. Ferenczi puis par Ferenczi & fils.  La première édition est en noir et blanc.

## Description
Justin Blanchard dit Tintin, « le gamin de Paris, l'intrépide et plaisant gavroche » a une petite sœur, Yvonne, qui l'accompagne dans ses aventures. Ses parents sont morts. Il est entouré d'un savant, d'un capitaine d'armée et d'amis de son âge.
Les Aventures de Tintin, le petit Parisien regroupent trois séries publiées en feuilletons en fascicules illustrés. Le début de parution de la première série remonte à 1911.

### Voyages aériens d'un petit Parisien à travers le Monde
Première série non signée publiée entre 1911 et 1913 : 111 cahiers de 16 pages, de dimension 240 x 330, couvertures illustrées en couleurs, illustrations intérieures noir et blanc et une illustration pleine page en couleurs de Gil Baer offerte gratuitement aux lecteurs. Cette première série a fait l'objet d'une ré-édition en cent cahiers entre octobre 1933 et septembre 1935, illustrations de couvertures en noir et blanc, présentée en reliure d'éditeur en 1938.

#### Titres des épisodes
1. Un match sensationnel
2. L'Aéroplane fantôme
3. Les Coupeurs de têtes
4. La Cité mystérieuse
5. Les Sauvages blancs
6. A la merci du traître
7. Un brave
8. Le crime du Cafre
9. La Loi de Lynch
10. Vers l'inconnu
11. Prisonniers de la banquise
12. Une minute de gloire
13. Aéroplane et sous-marin
14. Les pilleurs d'épaves
15. Le Roi de la jungle
16. L'Inde mystérieuse
17. La Folie de l'inventeur
18. Une capture mouvementée
19. L'idole en feu
20. L'agonie du "Britannia"
21. Aviateur et policier
22. En mission guerrière
23. Le réveil du volcan
24. Au pays des supplices
25. Prisonnière des "Pavillons-Noirs"
26. Deux contre mille !
27. La chasse aux traîtres
28. Une poursuite acharnée
29. Les mangeurs d'hommes
30. Un duel tragique
31. La vengeance de l'orang-outan
32. Un naufrage aérien
33. Le secret du cargo-boat
34. Où sont-ils ?
35. La tombe de glace
36. L'île au trésor
37. L'empereur des Andes
38. Mille kilomètres à l'heure
39. Le guet-apens
40. La Vallée aux condors
41. Résurrection
42. Aux mains des espions
43. Mœurs de sauvages
44. L'attaque du train
45. Un bel exploit
46. Une bataille aérienne
47. Le secret du biplan
48. Le mystère du Nicaragua
49. La terreur des mers
50. La mort du Requin
51. Les apaches de Mexico
52. Les sorciers du Chiapas
53. Les armes de l'espion
54. L'île qui marche
55. Les forcenés de Chicago
56. Pan !... Dans le mille
57. Une oriflamme, trois couleurs, Français !
58. Prisonniers des loups
59. Les ailes tricolores
60. L'iceberg fatal
61. Un repaire de bandits
62. Un duel en aéroplane
63. Un coup de théâtre
64. Sous les eaux du Niagara
65. Un nouveau Robinson
66. Le secret de l'île
67. La torpille infernale
68. La clairière aux serpents
69. Le mandarin rouge
70. La pagode hantée
71. La statue vivante
72. Les prisons de Tokio
73. Sous les griffes du monstre
74. Un combat de géants
75. La fièvre de l'or
76. Les yeux qu'on brûle
77. L'énigme du télégraphe
78. Les affamés de l'Indus
79. Au pays de la soif
80. Le lac empoisonné
81. Le vaisseau de la terreur
82. L'insaisissable ennemi
83. Face à la mort
84. Une prodigieuse invention
85. Un combat sous la terre
86. Le pont sur l'abîme
87. Le pays des esclaves
88. Une chasse à l'homme
89. Sous les cornes du Buffalo
90. Les étrangleurs du Caire
91. L'honneur du Bulgare
92. Les francs-tireurs de l'air
93. Pour la Patrie !...
94. Aux mains des barbares
95. L'homme qui éteint le soleil
96. Le linceul de boue
97. La défense du drapeau
98. La maison volante
99. Perdus en mer
100. Un duel à mort
101. L'île infernale
102. Un drame dans un phare
103. L'aéro sans pilote
104. Cœur de soldat
105. Chasse aux brigands
106. Au-dessus de Berlin
107. L'évasion du lieutenant
108. A la frontière
109. La fusée humaine
110. La lutte finale (titre annoncé  mais le titre du nouveau dessin est la fusée humaine )
111. Victoire et châtiment

### Les aventuriers du ciel - Voyages extraordinaires d'un petit Parisien dans la stratosphère, la Lune et les planètes
Série de 108 fascicules (1 700 pages) publiés de septembre 1935 à octobre 1937, fascicules approximativement in quarto de 16 pages avec couverture illustrée et une illustration pleine page intérieure en noir et blanc, illustrations signées Raymond Houy. 
Le premier fascicule a été distribué gratuitement. Cette nouvelle série a été commandée par Joseph Ferenczi dans la foulée de la ré-édition des Voyages aériens et a fait l'objet d'une ré-édition partielle avec couvertures en couleurs au début des années 1950. En 1955-56, René Giffey publia une adaptation en bandes dessinées des Aventuriers du ciel dans L'Intrépide. En 1938 paraît une reliure de l'éditeur des fascicules de l'édition originale.
Alors que la série des Voyages constitue une collection de courts romans d'aventures « classiques » teintées d'exotisme, ces Voyages extraordinaires s'engagent résolument dans le domaine de la science-fiction comme le notifie l'avis aux lecteurs publié en présentation de la série en page deux de couverture du premier fascicule :

« Dès la plus haute antiquité, deux rêves ont hanté l'imagination des hommes :
 ... Imiter le vol des oiseaux .... Explorer le champ infini des étoiles..
Le premier de ces rêves est réalisé : l'avion est maître de l'air. L'homme possède des ailes ! Mais... l'autre rêve... le rêve qui, par les belles nuits d'été, élève nos regards et nos esprits vers les mondes inconnus du ciel... ce beau rêve-là ne sera-t-il jamais...qu'un rêve ?
Non !
Le passionnant problème est à l'étude. Physiciens, chimistes, astronomes... cherchent et travaillent sans relâche. Un jour va venir où les Terriens que nous sommes pourront s'élancer à la découverte des humanités des autres planètes.
Un jour... Quel jour ? Demain ! Peut-être...
Et c'est pourquoi R.-M. de Nizerolles — le talentueux auteur des "Voyages aériens d'un petit Parisien — a voulu devancer le réalité prochaine en écrivant spécialement pour nos lecteurs, un sensationnel roman de voyages et d'aventures scientifiques. »

#### Synopsis de la série
Grâce au Bolide, vaisseau spatial en forme d'obus, propulsé par deux réacteurs à gaz d'hydrogène atomique construit par l'astronome français Germain Landry, Tintin, le professeur Saint-Marc, le reporter anglais Timmy-Ropp du Daily Mail et le capitaine Rhineff, agent secret de la Reichswehr, s'envolent vers la Lune pour ensuite atteindre la planète Mars.
Sur Vénus, Tintin retrouve des descendants des dieux grecs régnant sur une race de cyclopes géants. Sur Mars, il rencontre une race de petits hommes desservis par des robots géants, les  Slavoks. Ceux-ci finiront par se rebeller, contraignant les Terriens à fuir vers Jupiter. Tintin voyage aussi dans le temps : remontant de cinq mille ans dans le futur, il découvre que les singes ont remplacé les hommes, préfigurant ainsi le roman de Pierre Boulle, La Planète des singes.
Pendant ce temps sur Terre, Yvonne, sœur de Tintin, aide Germain Landry à trouver les capitaux qui lui permettront de construire un second « Bolide », à l'aide duquel, accompagnée de l'explorateur Lonvalet, de l'aviateur Roland Davoz et du jeune Jean de Requirec, elle part à la recherche de son frère. La série narre donc les sagas parallèles des deux vaisseaux et des deux équipages.

#### Titres des épisodes
1. Le mystère de l'observatoire de Paris (18 septembre 1935)
2. Où sont-ils ?
3. Les surprises de la stratosphère
4. Allo ?... ici la Lune...
5. Le trésor des pharaons
6. L'arrivée chez les Martiens (fascicule agrémenté d'un « supplément » sous forme d'une vue en éclaté du vaisseau spatial[5])
7. Les hommes de l'an 20.000
8. Le secret de la pyramide
9. A l'assaut de la terre
10. La révolte des automates
11. Au pays des sorciers
12. Nains contre géants
13. L'île aux surprises
14. Le réveil des momies
15. Le bateau magique
16. Au service de l'ennemi
17. Gavroche et dictateur
18. L'énigme de la planète rouge
19. Tragique erreur
20. Les montagnes à roulettes
21. Hercule, Minerve... et Cie
22. Le cratère volant
23. Gangsters en uniformes
24. Aux prises avec les cyclopes
25. Le corsaire aérien
26. En montgolfière !
27. L'homme sans nom
28. Les planètes bombardées
29. Le puits enchanté
30. La forêt qui parle
31. Coups de théâtre...
32. Prisonnier d'un arbre
33. Chasse à l'homme
34. Le dénicheur d'arcs-en-ciel
35. Voyage aux enfers
36. Un passager escamoté
37. Fatale bourrasque
38. Le piège est tendu
39. Le tour d'un monde en 80 minutes
40. Le chercheur d'images
41. Le roi solitaire
42. La véritable histoire de "Barbe-Bleue"
43. Les "kidnappers" de Paris
44. La Galerie des phénomènes
45. Les surprises du phonographe
46. Le "mort vivant"
47. L'Océan vagabond
48. Voyage en "aérobulle"
49. Transformés en statues
50. Les Robinsons de l'île errante
51. La fin du monde
52. La cible habitée
53. Sa Majesté le Soleil
54. Une invention prodigieuse - fin du premier volume sous reliure d'éditeur
55. Le passager clandestin
56. Face aux monstres
57. Les mammouths à surprise
58. "Radio-Mars" vous parle ...
59. La maison à l'envers
60. Un million de dollars en fumée
61. "L'horloge humaine"
62. Empreintes sur la neige
63. Le royaume de la transparence
64. Perdu en plein ciel !
65. A la conquête de l'or
66. La guerre des fauves
67. Les idoles profanées
68. Malheureux… n'allez pas plus loin
69. Le pièges à hommes
70. Défense de survoler!
71. ... et le jour ne se leva pas
72. Un génial malfaiteur
73. Nous... dans cinq cent mille ans
74. Le singe descend de l'homme
75. Le triomphe de l'artificiel
76. Le soleil en bouteilles
77. Prisonniers sur parole
78. Trahi par un cri d'enfant
79. Le miracle des "Hommes-luisants"
80. Le temple sous les eaux
81. Un duel à mort
82. Une nuit mouvementée
83. Les ombres vivantes
84. Le pays des sept couleurs
85. La catapulte
86. Les cavaliers sans montures
87. La princesse de verre
88. Un redoutable voisinage
89. Galériennes et bagnardes
90. Une tentative désespérée
91. Héros malgré lui !
92. Un pays de cocagne
93. L'ermite du désert
94. La roche infernale
95. Justice est faite !
96. Le marché aux esclaves
97. Retour aux âges préhistoriques
98. Cent siècles en une journée
99. Une fenêtre ouverte sur l'avenir
100. Amis .. ou ennemis ?
101. La fosse aux étincelles
102. Trahir ... ou mourir !
103. Un mal qui répand la terreur
104. Le cœur électrique
105. Un + un ... = un !
106. L'orgie au clair de lune
107. Disparus !
108. Les triomphateurs

### Les Robinsons de l’île volante - Aventures extraordinaires d'un petit Parisien sur terre, sur mer, dans l'air et dans l'invisible
« Dans ce roman d'aventures et d'anticipation (.. en 28 fascicules de 16 pages, chacun possédant une couverture illustrée par R. Houy et étant orné d'une illustration hors texte), on retrouve Tintin, le gamin de Paris tour à tour audacieux, téméraire, malicieux et vaillant, qui enquête sur des événements surnaturels qui bouleversent une région du globe »

— Le rayon populaire, Présentation de la série
.
Cette série est la « suite » de la précédente.

#### Titres des épisodes
1. L'énigme du Pacifique
2. Le fléau en marche
3. A l'assaut du mystère
4. L'homme qui vient de "Nulle part"
5. Les "Dreadnoughts" de l'air
6. Chez l'ennemi
7. Le cheval d'Attila
8. L'inventeur du "Fantôme"
9. L'île d'Alabat vous parle !
10. On ne passe pas !
11. Un drame autour d'une allumette
12. Escale au pays des oiseaux
13. A la façon de Prométhée
14. Le piège est tendu !…
15. L'étincelle magique
16. Les mutins d'Arguello
17. Le laboratoire de Satan
18. Feu  à volonté
19. L'adversaire aux mille dards
20. Les maîtres du cyclone
21. Une mort à venger !
22. Panique à Hollywood
23. Un match imprévu
24. Comité secret
25. Des morts qui se portent bien
26. Comme au temps de Buffalo-Bill
27. La sentence du météore
28. Lac Michigan : tout le monde descend !